# Châtillon-sur-Lison
Châtillon-sur-Lison korábbi község (település) Franciaországban, Doubs megyében. 2022. január 1-jén Cussey-sur-Lison új községhez csatolták.
Lakosainak száma 8 fő (2019. január 1.). Châtillon-sur-Lison Rouhe és Rurey községekkel határos.

## Népesség
A település népességének változása:
| Lakosok száma | 38   | 18   | 15   | 16   | 15   | 10   | 9    | 9    | 8    | 8    |
|               | 1968 | 1975 | 1990 | 1999 | 2006 | 2013 | 2015 | 2016 | 2018 | 2019 |